# Фокус-покус (роман)
«Фокус-покус» (англ. Hocus Pocus) — роман американского писателя Курта Воннегута, впервые опубликованный в 1990 году.

## Сюжет
Действие романа разворачивается в 2001 году. Юджин Дебс Хартке, главный герой, рассказывает историю своей жизни, во многом определённую тщеславием его отца-учёного и наследственным безумием жены. Центральное событие романа — бегство заключённых из тюрьмы, находящейся напротив колледжа, в котором учат детей богатых родителей, страдающих от таких наследственных проблем, как дислексия.